# Landsjön, Ångermanland
Landsjön är en sjö i Kramfors kommun i Ångermanland och ingår i Nätraån-Ångermanälvens kustområde. Sjön har en area på 0,225 kvadratkilometer och ligger 158,1 meter över havet. Sjön avvattnas av vattendraget Landsjöbäcken.

## Delavrinningsområde
Landsjön ingår i det delavrinningsområde (698873-161351) som SMHI kallar för Utloppet av Landsjön. Medelhöjden är 178 meter över havet och ytan är 1,25 kvadratkilometer. Det finns inga avrinningsområden uppströms utan avrinningsområdet är högsta punkten. Landsjöbäcken som avvattnar avrinningsområdet har biflödesordning 2, vilket innebär att vattnet flödar genom totalt 2 vattendrag innan det når havet efter 23 kilometer. Avrinningsområdet består mestadels av skog (79 procent). Avrinningsområdet har 0,23 kvadratkilometer vattenytor vilket ger det en sjöprocent på 18 procent.